# Näknen
Näknen är en sjö i Norrköpings kommun i Östergötland och ingår i Kilaån-Motala ströms kustområde. Sjön är 13,5 meter djup, har en yta på 0,494 kvadratkilometer och befinner sig 58,1 meter över havet. Sjön avvattnas av vattendraget Pjältån (Storån).

## Delavrinningsområde
Näknen ingår i det delavrinningsområde (651040-152011) som SMHI kallar för Utloppet av Näknen. Medelhöjden är 103 meter över havet och ytan är 10,34 kvadratkilometer. Räknas de 3 avrinningsområdena uppströms in blir den ackumulerade arean 64,02 kvadratkilometer. Avrinningsområdets utflöde Pjältån (Storån) mynnar i havet. Avrinningsområdet består mestadels av skog (88 procent). Avrinningsområdet har 0,6 kvadratkilometer vattenytor vilket ger det en sjöprocent på 5,8 procent. Bebyggelsen i området täcker en yta av 0,39 kvadratkilometer eller 4 procent av avrinningsområdet.